# بيل كلاركسون
بيل كلاركسون (بالإنجليزية: Bill Clarkson)‏ هو لاعب كرة قاعدة أمريكي، ولد في 27 سبتمبر 1898 في بورتسموث في الولايات المتحدة، وتوفي في 27 أغسطس 1971 في رالي في الولايات المتحدة.

## وصلات خارجية
- بيل كلاركسون على موقعبيزبول رفرنس.كوم (الدوري الرئيسي) (الإنجليزية)
- بيل كلاركسون على موقعبيزبول رفرنس.كوم (الدوري الثانوي) (الإنجليزية)